# Давид-Городоцький замок
Давид-Городоцький замок — це комплекс дерев'яних оборонних та адміністративних будівель середньовічного Давид-Городка, який існував у XIV — XVIII століттях на річці Горинь.
Він був побудований на місці ранньосередньовічного дитинця і, згідно з інвентарями Давид-Городка 1670 та 1675 років, складався з Нижнього та Верхнього замків. Останній був оточений дубовим палісадом. Йому передував городній міст та ярусна брама. На подвір'ї стояв будинок на дві хати з коморами та алькерами.
Під час війни між Московією та Річчю Посполитою в 1654—1667 роках замок був захоплений московською армією у вересні 1655 року .
У 1692 р. верхній ярус воріт займав парадний зал, а замість будинку був побудований палац із п'ятьма вітальнями, їдальнею, алькером та сінями. Під час Північної війни 1700 — 1721 рр. замки сильно постраждали і поступово втратили своє військове значення.
У 1760 році замок був занедбаний і не відроджувався, а на території Нижнього замку було збудовано замковий двір без оборонних укріплень.